# À travers le Morbihan 1999
À travers le Morbihan 1999, decima edizione della corsa con questo nome e ventiquattresima in totale, valida come evento UCI categoria 1.4, si svolse il 29 maggio 1999 su un percorso di 200 km. Fu vinta dal francese Patrice Halgand che giunse al traguardo con il tempo di 4h50'00", alla media di 41,37 km/h.

## Ordine d'arrivo (Top 10)
| Pos. | Corridore          | Squadra         | Tempo    |
| ---- | ------------------ | --------------- | -------- |
| 1    | Patrice Halgand    | Festina         | 4h50'00" |
| 2    | Laurent Desbiens   | Cofidis         | a 1"     |
| 3    | Johan De Geyter    | Tönissteiner    | a 3"     |
| 4    | Franck Bouyer      | Franç. des Jeux | a 35"    |
| 5    | Nicolas Jalabert   | Cofidis         | s.t.     |
| 6    | Sergej Jakovlev    | Besson          | a 1'00"  |
| 7    | Pascal Chanteur    | Casino          | s.t.     |
| 8    | Philippe Bordenave | BigMat          | s.t.     |
| 9    | Nicolas Fritsch    | Saint-Quentin   | s.t.     |
| 10   | Saulius Ruškys     | Saint-Quentin   | a 6'30"  |